# Dennis Wheatley
Dennis Yates Wheatley (8. ledna 1897, Londýn, Velká Británie – 10. listopadu 1977) byl britský spisovatel.

## Dílo
(výběr)
- The Forbidden Territory (1933) – román
- The Haunting of Toby Jugg (1948) – román vypráví o pilotovi bombardéru Tobym Juggovi. Zfilmováno pod názvem The Haunted Airman v roce 2006 (český název Pohřbené duše).
- The Eunuch of Stamboul (1935, česky Eunuch)
- The Secret War (1937, česky Tajná válka)
- Údolí diamantů (1939, česky v edici Rodokaps)
- The Quest of Julian Day (1939, česky Herodot měl pravdu)
- Curtain of Fear (1953)[1] – špionážní román/thriler o útěku britského profesora českého původu Nicholase Nováka zpoza železné opony. Většina děje se odehrává v Praze.
- The Ka of Gifford Hillary (1956, česky Astrální dvojník Gifforda Hillaryho)[2]
- To the Devil a Daughter
- The Devil Rides Out
- The Lost Continent
- An Englishman's Home

Knižní série Policejní spisy (Crime dossiers) – spoluautor J. G. Links
- Murder off Miami (1936)
- Who Killed Robert Prentice? (1937, česky Případ Roberta Prentice)
- The Malinsay Massacre (1938)
- Herewith the Clues! (1939)